# 彭紹茲
彭紹茲（？—？），江西临川人，清朝政治人物。进士出身。
乾隆四年，登進士。乾隆十五年，擔任廣東廣州府永安縣知縣（現紫金縣知縣）。后由王殿接任。